# Cerapachys vespula
Cerapachys vespula är en myrart som först beskrevs av Weber 1949.  Cerapachys vespula ingår i släktet Cerapachys och familjen myror. Inga underarter finns listade i Catalogue of Life.

## Bildgalleri

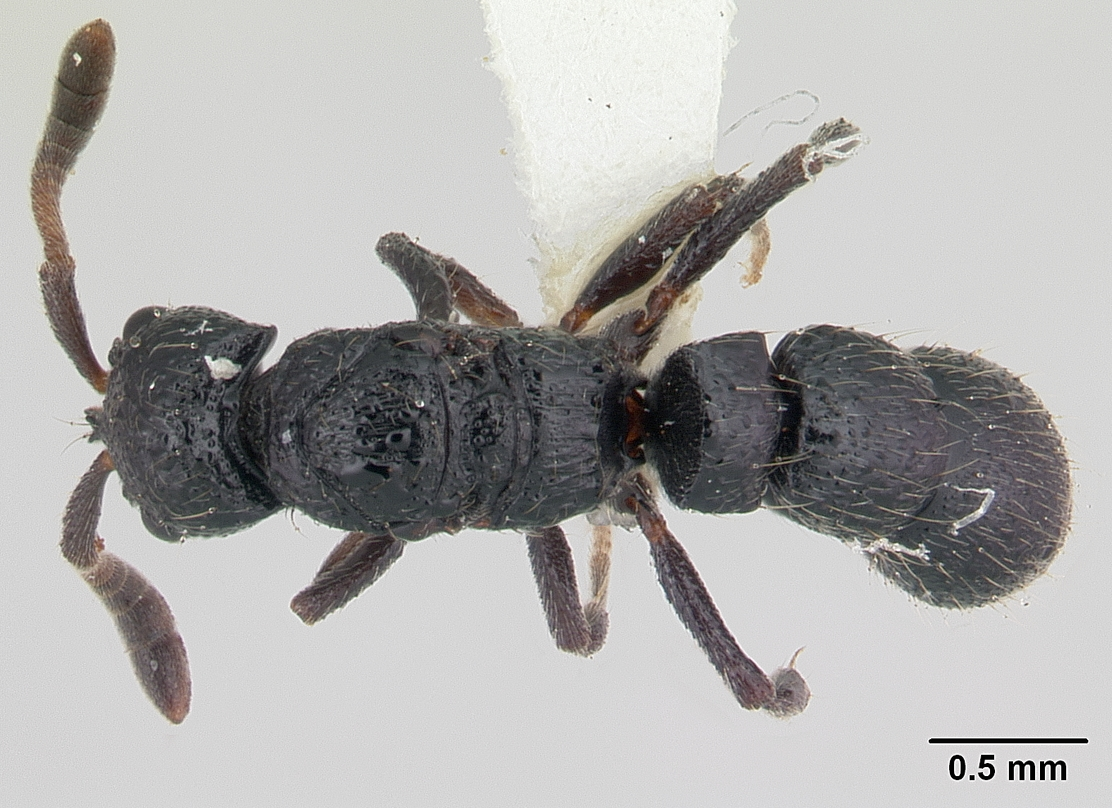
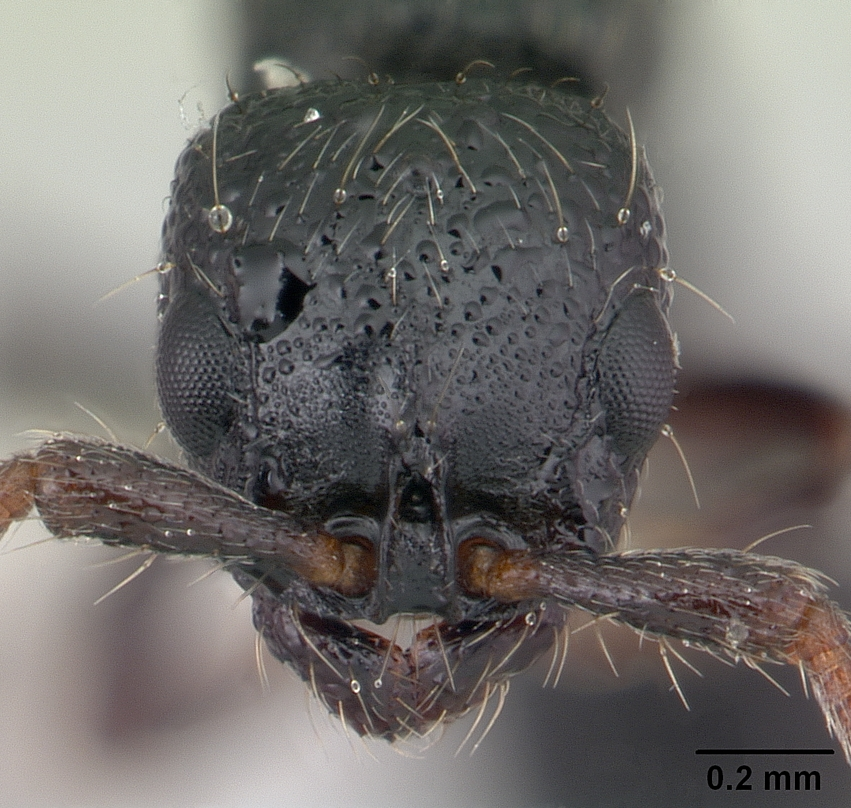
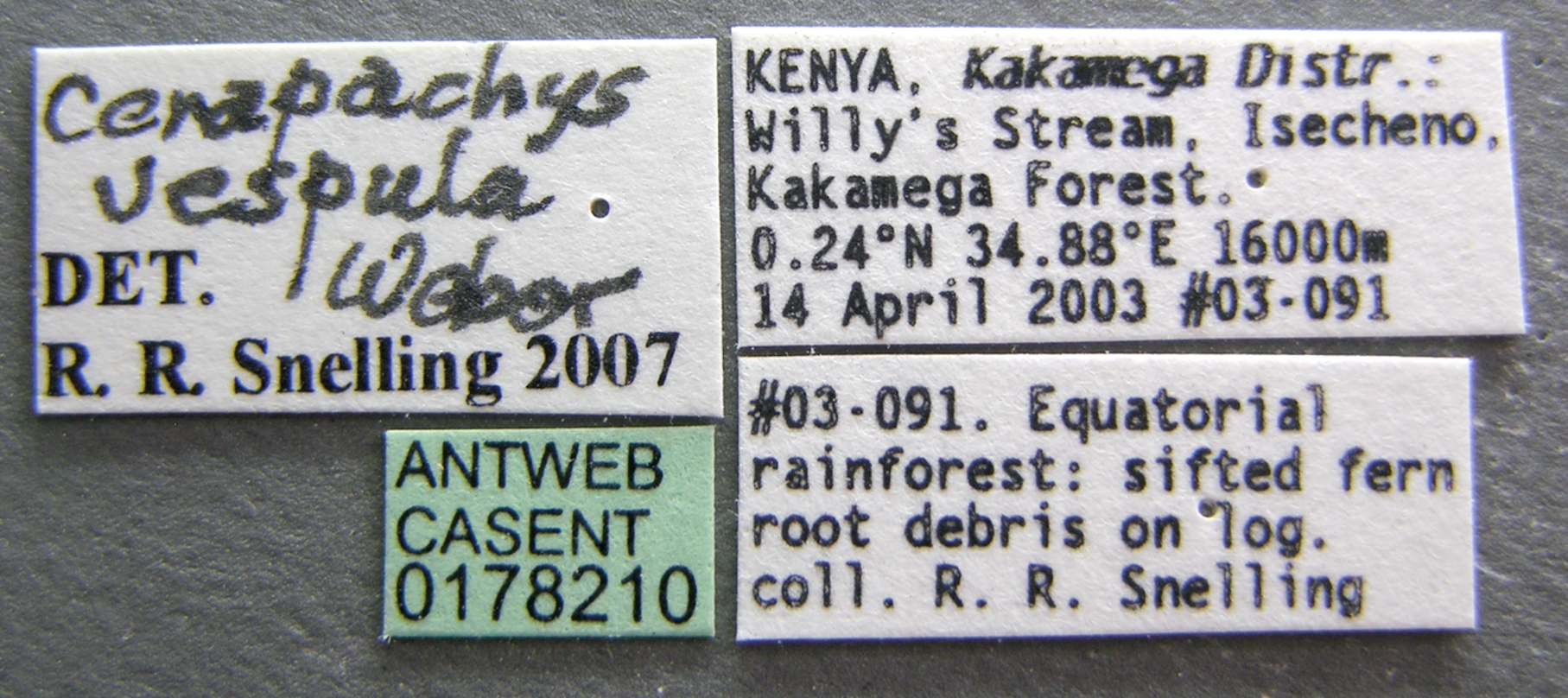
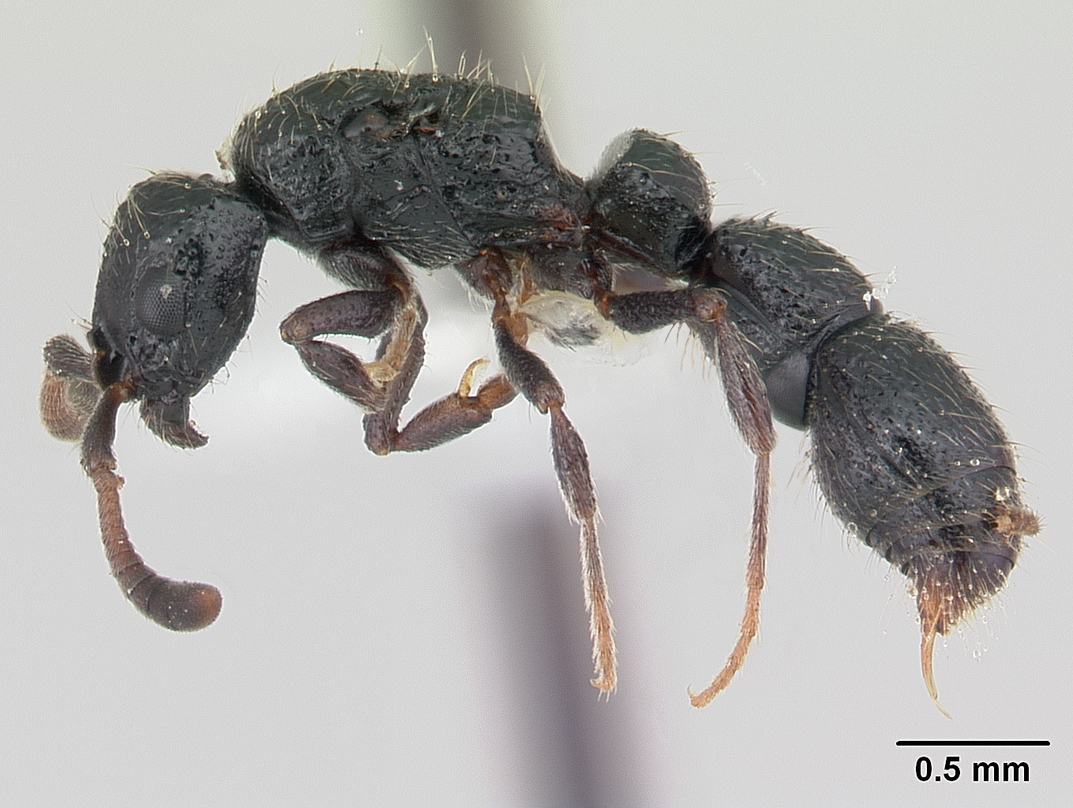